# Коефіцієнт детермінації

Точкова діаграма показує дві конкретні лінії емпіричної регресії лінійної регресії, кожна з яких якомога найкраще прокладена через «хмару точок» вимірювання. Видно, що верхня пряма лінія краще відповідає даним, ніж нижня. Формально це можна розпізнати за вищим значенням R-квадрат.

Коефіцієнт детермінації (позначається як R2 — R-квадрат) — статистичний показник, що використовується в статистичних моделях як міра залежності варіації залежної змінної від варіації незалежних змінних. Іншими словами, чисельно показує, яка частина варіації залежної змінної пояснена моделлю. Вказує, наскільки отримані спостереження підтверджують модель. 
В умовах класичної лінійної множинної регресії, коефіцієнт приймає значення від 0 до 1. Вважається, що чим ближче коефіцієнт до 1, тим кращою є модель. Коефіцієнт детермінації  росте із кожним вступуючим до моделі предиктором (незалежною змінною). Однак, це зовсім не обов'язково зазначує перевагу моделі із більшим числом предикторів над моделлю із меншим числом предикторів. Тому, коефіцієнт детермінації має використовуватися лише як одна із метрик для посудження вірності моделі.

## Формули
Коефіцієнт детермінації визначається наступним чином:
{\displaystyle R^{2}=1-{\frac {V(y|x)}{V(y)}}=1-{\frac {\sigma ^{2}}{\sigma _{y}^{2}}},}
де {\displaystyle V(y)=\sigma _{y}^{2}} — дисперсія випадкової величини y, {\displaystyle V(y|x)=\sigma ^{2}} — умовна дисперсія залежної змінної (дисперсія похибки моделі).
Для розрахунку вибіркового коефіцієнта детермінації, використовують вибіркові оцінки значень відповідних дисперсій:
{\displaystyle R^{2}=1-{\frac {{\hat {\sigma }}^{2}}{{\hat {\sigma }}_{y}^{2}}}=1-{\frac {RSS/n}{TSS/n}}=1-{\frac {RSS}{TSS}},}
де {\displaystyle RSS=\sum _{t=1}^{n}e_{t}^{2}=\sum _{t=1}^{n}(y_{t}-{\hat {y}}_{t})^{2}}- сума квадратів залишків регресії, {\displaystyle y_{t},{\hat {y}}_{t}} — фактичні та оціночні значення пояснюваної (залежної) змінної.
{\displaystyle TSS=\sum _{t=1}^{n}(y_{t}-{\overline {y}})^{2}=n{\hat {\sigma }}_{y}^{2}} — загальна сума квадратів.
{\displaystyle {\bar {y}}={\frac {1}{n}}\sum _{t=1}^{n}y_{t}} — середнє значення спостережуваних (фактичних) даних.
У випадку класичної лінійної множинної регресії (регресії з константою):
{\displaystyle TSS=RSS+ESS}, де {\displaystyle ESS=\sum _{t=1}^{n}({\hat {y}}_{t}-{\overline {y}})^{2}} — пояснена сума квадратів.
І як наслідок:
{\displaystyle R^{2}={\frac {ESS}{TSS}}}